# Anastatus brevicaudus
Anastatus brevicaudus är en stekelart som beskrevs av Kalina 1981. Anastatus brevicaudus ingår i släktet Anastatus och familjen hoppglanssteklar.
Artens utbredningsområde är Afghanistan. Inga underarter finns listade i Catalogue of Life.